# ¡30-30!
"¡30-30!" (tiếng Tây Ban Nha: ¡Treinta-treinta!) Là một nhóm họa sĩ Mexico trong cách mạng Mexico theo chủ nghĩa phản học thuật, lấy tên từ khẩu súng trường .30-30 Winchester. Nhóm tồn tại từ năm 1928 đến năm 1930, và có khoảng 30 thành viên. Họ đã xuất bản năm bản tuyên ngôn và một tạp chí trong ba số báo.

## Treintatreintistasđáng chú ý
- Ramón Alva de la Canal (1892–1985)
- Gabriel Fernández Ledesma (1900–1983)
- Fernando Leal (1896–1964)
- Fermín Revueltas (1901–1935)
- Rafael Vera de Córdova
- Martí Casanovas
- Erasto Cortéz Juarez